# 腹ぺこブッチ
『腹ぺこブッチ』（Baby Butch、1954年8月14日、劇場公開時『猫のバタ屋』）はトムとジェリーの作品の一つ。日本においては2025年1月1日以降パブリックドメインである。

## スタッフ
- 監督 - ウィリアム・ハンナ　ジョセフ・バーベラ
- 製作 - フレッド・クインビー
- 作画 - ケネス・ミューズ　エド・バージ　アーヴン・スペンス
- 背景 - ベラ・オーマン
- 音楽 - スコット・ブラッドリー

## 作品内容
野良猫ブッチは今日もゴミ箱から食料（イワシ・牛肉の缶詰や飲みかけのジュースなど）を漁っていた。そんな「生ゴミショッピング」を楽しむ彼は、ついでにトムの家のミルクや骨付きハムも失敬してやろうと考えるが、タイミングを逃し失敗。家の中を覗くと、冷蔵庫の中は卵に先ほど目をつけた骨付きハム、ミルクなどがギッシリ。そこでブッチは「かわいそうなみなし子」を装って家に侵入する作戦を思いつく。そして股に捨てられたワイシャツをオムツのように巻き、壊れたベビーベッドに横たわるとトムの家に上がりこむ。
「腹ぺこ赤ちゃん」を可哀想に思ったトムは、早速ミルク入りの哺乳瓶をブッチの口に咥えさせる。赤ちゃん向けのミルクなど飲む気にもならず戻してしまうブッチだが、正体がばれるわけにもいかずしぶしぶミルクを飲み続ける。そしてトムがいなくなった隙に骨付きハムを盗もうとするが、そのハムはジェリーも狙っていた上、ブッチを赤ちゃんだと信じ込んだトムが頻繁に世話を焼くものだから、なかなかハムにありつく事ができない。こうしてハムを巡ったトム・ジェリー・ブッチの三つ巴の戦いが繰り広げられる。
そうこうしているうちに、ブッチは骨付きハムの他、冷蔵庫の中にある全ての食べ物まで盗み出し、乳母車に乗って逃走を図る。しかし、ジェリーの扉を閉める妨害によって盗んだ食べ物を取り戻され、ブッチはそのまま家から追い出されてしまった。
その後、仲直りしたトムとジェリーは仲良くハムを分けて食べようとしていた。そこにはいつの間にかブッチの姿も。仕方なしにトムはブッチにもハムを分けてやろうと自分で切らせる。ところがブッチは小さく切った方を食べるように見せかけて、ハムの本体の方にかぶりついた。止めようとするトムとジェリーを阻止しながら、ハムを独り占めするブッチだった。
共闘回および、引き分け回の1つでもある。

## 登場キャラクター
トム
ブッチを本気で赤ちゃんだと信じ込み、ミルクを飲ませたり風呂に入れさせたりする。ブッチの面倒を見つつ骨付きハムを盗むジェリーを追いかけるが、ブッチの目論見がわかると彼からハムを取り返そうとする。その後はジェリーと和解しハムを分け合おうとするが、ブッチに横槍を入れられてしまいハムを独占された。
ジェリー
トム・ブッチと骨付きハムの争奪戦を繰り広げる。トムと利害が一致したと判明した後はトムと協力してブッチから食料を死守する。やがてトムとハムを分け合おうとした矢先、ブッチに丸ごと独占されてしまう。
ブッチ
トムの家にある食料を盗もうと「みなし子の赤ちゃん」を装ってトム宅へ侵入。トムがいなくなった隙に冷蔵庫にある骨付きハムを盗み食いしようとするもジェリーと取り合いになる。トムとジェリーが喧嘩している間にハムのみならず冷蔵庫の食料を全て強奪し逃亡を図ろうとするも、ジェリーに阻止された。最後はトムとジェリーがハムを分け合おうとしていたところへ自分にも分けてもらうよう懇願するが、遠慮して食べるフリをしてハムを丸かじりした。

## 日本でのテレビ放映
TBS系および他系列で1964年～1990年頃まで時折放映された。